# Сан-Жуан-ду-Сабужи
Сан-Жуан-ду-Сабужи (порт. São João do Sabugi) — муниципалитет в Бразилии, входит в штат Риу-Гранди-ду-Норти. Составная часть мезорегиона Центр штата Риу-Гранди-ду-Норти. Входит в экономико-статистический микрорегион Серидо-Осидентал. Население составляет 5857 человек на 2006 год. Занимает площадь 277,010 км². Плотность населения — 21,1 чел./км².

## Статистика
- Валовой внутренний продукт на 2003 год составляет 13 521 476,00 реалов (данные: Бразильский институт географии и статистики).
- Валовой внутренний продукт на душу населения на 2003 год составляет 2337,74 реалов (данные: Бразильский институт географии и статистики).
- Индекс развития человеческого потенциала на 2000 год составляет 0,725 (данные: Программа развития ООН).